# Cryphia benacensis
Cryphia benacensis är en fjärilsart som beskrevs av Franz Dannehl 1933. Cryphia benacensis ingår i släktet Cryphia och familjen nattflyn. Inga underarter finns listade i Catalogue of Life.